# Pozoruhodný život Ibelinův
Pozoruhodný život Ibelinův (v originále Ibelin) je norský dokumentární film Benjamina Ree z roku 2024. Vypráví příběh Matse Steena, mladého muže trpícího Duchennovou svalovou dystrofií, nevyléčitelným onemocněním v jehož důsledku u něho postupně dochází k úplnému ochabnutí svalstva a předčasné smrti. Jeho rodina se dozvídá, že několik posledních let svého života strávil hraním online hry World of Warcraft, ve které vystupoval pod jménem Ibelin a prožil zde v podstatě svůj druhý život nezatížený zdravotními problémy. Pomocí Matsova blogu, výpovědí spoluhráčů a animací ze hry, se film pokouší zrekonstruovat dosud neznámou část jeho života. 

## Obsah
Mats Steen (*3. července 1989 - 18. listopadu 2014) pochází z Osla a už v dětství se u něho začínají projevovat problémy s chůzí, které rodiče zpočátku připisují jeho nízkému věku, později ho raději nechávají vyšetřit odborníky. Je mu diagnostikována nevyléčitelná Duchennova svalová dystrofie. Nositelkou nemoci je jeho matka. U žen se však toto onemocnění většinou nijak neprojevuje. Matsův zdravotní stav se postupně zhoršuje. Od 10 let je upoutaný na invalidní vozík, později musí být vyživován sondou. Po dokončení střední školy odmítá ve studiu pokračovat a nehledá si ani žádné zaměstnání, jelikož v tom, vzhledem ke své prognóze, nevidí smysl. Postupně také rezignuje na společenský život a začíná se odcizovat i vlastní rodině. Zařizuje si vlastní byt v prvním patře jejich rodinného domu, kde se věnuje především hraní počítačových her. Postupně se stává plně imobilním, začíná mít problémy s dýcháním a v poslední fázi nemoci přestává ovládat své ruce, takže musí k hraní využívat speciální zařízení nahrazující počítačovou myš a klávesnici. Umírá ve spánku 18. listopadu 2014. Jeho rodiče hluboce litují, že posledních několik let svého života strávil v odloučení. Matsův bratranec je upozorňuje na blog Musings of life (Úvahy o životě), který si od července 2013 vedl a ke kterému zanechal přístupové údaje. Rodina zde uveřejňuje smuteční oznámení s emailovým kontaktem. V následujících dnech začínají přicházet kondolence od lidí, kteří Matse znali ze hry World of Warcraft. Jedním z pisatelů je i Kai Simon Fredriksen, vůdce třicetičlenné gildy (společenstva) Starlight, jejímž členem byl Mats od svých 16 let. Fredriksen rodině poskytuje přístup k archivu s 42000 stranami záznamů ze hry, které jim, společně s blogem, pomáhají pochopit, co prožíval a jak vnímal svou nemoc a blížící se smrt.
Druhá polovina dokumentu se odehrává přímo ve světě World of Warcraft. Mats zde vystupuje jako soukromý detektiv Lord Ibelin Redmoore z města Stormwind. Spoluhráči ho považují za přátelského a dobrosrdečného člověka který rád pomáhá druhým a ti neváhají svěřit se mu se svými problémy. On sám však o své nemoci mlčí, protože nechce být vnímán jinak než ostatní. Získává mnoho dobrých přátel. Xenii (ve hře Reike) z Dánska pomáhá vybudovat hlubší vztah s jejím autistickým synem Mikkelem (NikMik) tak, že ho zve do hry, kde může lépe vyjádřit své city. Navazuje také svůj první romantický vztah s Nizozemkou Lisette (Rogue), se kterou si poštou vyměňují drobné dárky. Ve hře se však stýká i s dalšími ženami a je dokonce považován za "sukničkáře". Postupem času hráči začínají komunikovat prostřednictvím občasných videohovorů a vůdce Starlightu Fredriksen (Nomine) také pořádá první osobní setkání ve svém domě. Mats jejich aktivity sleduje a začíná na ostatní žárlit. Navíc má čím dál větší problémy s jemnou motorikou, což má negativní dopad na jeho schopnosti v akčních fázích hry. Někteří spoluhráči ho za slabé výkony kritizují. V reakci je začíná pomlouvat a opakovaně se s nimi dostává do konfliktů, které ho postupně vytlačují na okraj skupiny a i v herním světě tak zažívá vyloučení. Zhruba půl roku před svou smrtí musí být hospitalizován kvůli náhlým problémům s dýcháním. Po jeho návratu do hry ho vyhledává Xenie a přímo mu sděluje svou domněnku, že před nimi tají vážné zdravotní problémy. Mats se konečně přiznává a na její naléhání sděluje pravdu i ostatním členům gildy. Sdílí s nimi také svůj blog, aby pochopili, s čím se ve skutečném životě potýká. Po jeho smrti rodina umožňuje členům Starlightu zúčastnit se pohřbu a o Ibelinovi na něm promluvit. Na náhrobní kámen nechávají umístit jméno Mats "Ibelin" Steen.

## Produkce
Režisér Bejamin Ree zvolil pro tento dokument dvě odlišné formy. První část chronologicky mapující Matsovo dětství a dospívání je složena z domácích videí rodiny Steenů a rozhovory s jeho rodiči a sestrou. V momentě, kdy se děj posouvá do období, kdy začal s hraním World of Warcraft, přechází k 3D animaci, která je založena na autentické grafice ze hry. Tu vytvořil nezávislý animátor Rasmus Tukia, který se však rozhodl z důvodu větší divácké atraktivity pro využití novějších modelů postav, které do hry přišly až s aktualizací uvolněnou pouhých 5 dní před Matsovou smrtí. Film byl natočený bez svolení společnosti Blizzard Entertainment, která značku World of Warcraft vlastní. Reed dodatečně kontaktoval jejich zástupce a pozval je na soukromou projekci. Ti byli filmem nadšeni a práva mu okamžitě poskytli. Navíc se rozhodli vzdát Matsovi hold přímo ve hře. Kontaktovali jeho rodiče a s jejich svolením vytvořili památník ve formě jeho hrobu (ovšem s runovým textem) a také NPC postavu Ibelina Redmoora. V reakci na mimořádný úspěch filmu byl také mezi 25. říjnem a 7. lednem 2024 v oficiálním herním obchodě k dispozici balíček The Reven Pack s herními předměty a zvířecími společníky. Celý výtěžek z prodeje byl věnován organizaci Cure Duchenne zabývající se výzkumem léčby Duchennovy svalové dystrofie.